# Morris Island
Morris Island ist eine 3,4 Quadratkilometer große, unbewohnte Insel in der Bucht von Charleston Harbor an der Atlantikküste des Bundesstaates South Carolina im Südosten der Vereinigten Staaten von Amerika. Sie liegt im äußeren Bereich des Tiefwasserhafens von Charleston und hatte deshalb während des Sezessionskrieges eine wichtige strategische Bedeutung. Die Insel kann nur über den Wasserweg erreicht werden.
Die Insel, die zu den Sea Islands gerechnet wird, war während des amerikanischen Bürgerkrieges stark befestigt, dabei konzentrierten sich die Befestigungsanlagen auf Fort Wagner. Die Insel wurde während der Kämpfe um Charleston und des Feldzuges der Unions Armee heftig umkämpft. Bekannt wurde die Insel vor allem als Schauplatz des fehlgeschlagenen Angriffs des 54. Regiments der Massachusetts Volunteer Infantry, dass sich ausschließlich aus afroamerikanischen Soldaten zusammensetzte. Dieser Angriff, bei dem mehr als 50 Prozent der Männer starben und die Geschichte des Regiments wurden in dem Spielfilm Glory (1989) thematisiert.
Nachdem die Konföderierten die Insel 1863 aufgaben, wurde sie von der Union besetzt. Um die Artillerie in Fort Sumter auszuschalten, verlegte die Union 520 kriegsgefangene Soldaten der Konföderation auf die Insel, die dort als menschlicher Schutzschild dienten. Dies geschah als Reaktion der Union auf die Verwendung Unionsgefangener als Schutzschild Charlestons, mit dem die Union daran gehindert werden sollte, auf die Stadt zu feuern. Ihre Geschichte wurde unter dem Begriff „Unsterbliche Sechshundert“ (Immortal Six Hundred) bekannt.
Auf Morris Island befindet sich der Morris Island Leuchtturm (Morris Island Light), der heute keine Funktion mehr erfüllt, sondern durch den Leuchtturm im Norden des Hafens auf Sullivan’s Island ersetzt wurde.
Die Bodenerosion zerstörte den größten Teil der Befestigungsanlagen auf der Insel, darunter auch Teile Fort Wagners. Pläne die Insel in ein luxuriöses Wohngebiet zu verwandeln resultierten in Auseinandersetzungen zwischen verschiedenen Interessensgruppen, die den Schutz der Insel als Naturschutzgebiet oder als Teil des Fort Sumter National Monuments forderten.
Der Bauunternehmer Harry Huffman, ein Bauunternehmer aus Charleston und Besitzer der Insel, versuchte die Insel für 12,5 Millionen Dollar bei eBay zu verkaufen. Er war zu dieser Zeit in Verhandlungen mit einem Zusammenschluss verschiedener Naturschutzorganisationen, wollte aber nach eigenen Angaben durch die Einstellung einer Onlineauktion den aktuellen Wert der Insel erfahren. Die Bebauungsrichtlinien der Stadt Charleston erlauben höchstens 5 Häuser auf der Insel. Nach jahrelangen Kämpfen um eine Änderung der Auflage zu erreichen, gab Huffmann an, die Insel einfach nur noch verkaufen zu wollen, die in den 1980ern für einen Preis von 3 Millionen Dollar den Besitzer gewechselt hatte.
Am 2. Februar 2006 verkündete der Trust for Public Land, eine gemeinnützige Stiftung für Naturschutz, die Insel für 4,5 Millionen Doller erworben zu haben. Sie soll nun vor baulicher Entwicklung geschützt werden.